# Michael A. Jackson
Pour les articles homonymes, voir Michael Jackson (homonymie) et Jackson.
Michael Anthony Jackson (né le 16 février 1936 à Birmingham) est un informaticien britannique. Il est consultant indépendant en informatique à Londres, et également chercheur à temps partiel aux AT&T Labs Research (en), à Florham Park (États-Unis), et chercheur invité  à la Open University au Royaume-Uni.

## Biographie
Jackson a fait ses études à la Harrow School, où il a eu comme enseignant notamment Christopher Strachey qui lui a appris la programmation. De 1954 à 1958, il a étudié les humanités (connues sous le nom de Greats) au Merton College à Oxford ; un camarade de classe, deux ans avant lui, était C. A. R. Hoare. Ils partageaient un intérêt pour la logique qui était étudiée dans le cadre de Greats at Oxford.
Après avoir obtenu son diplôme en 1961, Jackson commence à travailler comme concepteur en informatique et consultant pour l'entreprise Maxwell Stamp Associates à Londres. C'est là que Jackson devient intéressé par l'approche structurée de la programmation. 
En 1964, Jackson rejoint la nouvelle société de conseil John Hoskyns and Company à Londres, avant de fonder sa propre société Michael Jackson Systems Limited en 1971. Il a contribué à l'émergence du mouvement de programmation modulaire, avec Larry Constantine, George H. Mealy et plusieurs autres lors d'un symposium en 1968. Dans les années 1970, Jackson développe le Jackson Structured Programming (en) (JSP), dans les années 1980, avec John Cameron, le Jackson System Development (en) (JSD), puis, dans les années 1990, il  développe le Problem Frames Approach (en). En collaboration avec Pamela Zave, il crée la Distributed Feature Composition, une architecture virtuelle pour la spécification et l'implémentation de services de télécommunications. 

## Prix et distinctions
En 1997, Jackson reçoit le Stevens Award (en) pour les méthodes de développement du logiciel et en 1998 la médaille Lovelace.

## Livres
- [1975] Principles of Program Design, Academic Press, 1975, 310 p. (ISBN 978-0-12-379050-7).
- [1983] System Development, Prentice-Hall, 1983, 418 p. (ISBN 978-0-13-880328-5).
- [1995] Software requirements and specifications : a lexicon of practice, principles and prejudices, Addison-Wesley, 1995, xvi+228 (ISBN 978-0-201-87712-0).
- [1997] (avec Graham Twaddle), Business Process Implementation : Building Workflow Systems, Addison-Wesley Professional, 1997, 256 p. (ISBN 978-0-201-17768-8).
- [2000] Problem Frames : Analysing and Structuring Software Development Problems, Pearson Education, 2000, xix+390 (ISBN 978-0-201-59627-4).